# Ryōta Arimitsu
Ryōta Arimitsu (japanisch 有光 亮太 Arimitsu Ryōta; * 21. April 1981 in der Präfektur Fukuoka) ist ein ehemaliger japanischer Fußballspieler.

## Karriere
Arimitsu erlernte das Fußballspielen in der Schulmannschaft der Tokai University Daigo High School. Seinen ersten Vertrag unterschrieb er 2000 bei den Real Cesate. 2003 wechselte er zu Avispa Fukuoka. Der Verein spielte in der zweithöchsten Liga des Landes, der J2 League. 2005 wurde er mit dem Verein Vizemeister der J2 League und stieg in die J1 League auf. Für den Verein absolvierte er 58 Ligaspiele. 2007 wechselte er zu V-Varen Nagasaki. 2012 wurde er mit dem Verein Meister der Japan Football League und stieg in die J2 League auf. Für den Verein absolvierte er 162 Ligaspiele. Ende 2013 beendete er seine Karriere als Fußballspieler.